# Taflfélagið Hellir
Taflfélagið Hellir – islandzki klub szachowy z siedzibą w Reykjavíku, czterokrotny mistrz kraju.

## Historia
Klub został założony w 1991 roku. W sezonie 1998/1999 zdobył mistrzostwo kraju, które obronił w kolejnym sezonie. W latach 2001 i 2004 zespół zajmował drugie miejsce w 1. deild, a w 2005 roku zdobył trzeci tytuł. W sezonie 2006/2007 Taflfélagið Hellir zdobył czwarte w swojej historii mistrzostwo Islandii. W latach 2008–2009 i 2012 zespół kończył rozgrywki na drugim miejscu. Ponadto dwunastokrotnie klub uczestniczył w rozgrywkach Pucharu Europy, debiutując w 1997 roku. Zespół wygrał wówczas fazę grupową, jednak nie uczestniczył w fazie finałowej. W sezonie 2001 Taflfélagið Hellir zajął 10. miejsce w Pucharze Europy. Ostatni raz zespół rywalizował w europejskich rozgrywkach w 2011 roku, uzyskując wówczas 25. pozycję w klasyfikacji. W 2013 roku klub połączył się z Goðinn-Mátar, tworząc GM-Hellir.
Zawodnikami klubu byli m.in. Ahmed Adly, Bassem Amin, Jón Árnason, Helgi Áss Grétarsson, Hjörvar Steinn Grétarsson, Abhijeet Gupta, Jóhann Hjartarson, Radek Kalod, Stefán Kristjánsson, Jewhen Mirosznyczenko, Siergiej Mowsesjan, David Navara, Helgi Ólafsson, Lenka Ptáčníková, Hannes Stefánsson, Jurij Szulman, Bragi Þorfinnsson, Björn Þorfinnsson, Karl Þorsteins i Simon Williams.